# 冯友兰
冯友兰（1895年12月4日—1990年11月26日），字芝生，男，河南唐河人，中国哲学家、哲学史家，現代新儒家代表人物。其有关中国哲学史的著作，被认为是中国哲学史领域的奠基之作。

## 生平

### 早年教育
1895年12月4日（清光緒二十一年十月）馮友蘭生於河南省唐河縣祁仪鎮。馮氏是當地的望族，合族而居，有地千餘畝。馮友蘭6歲入家塾發蒙。1904年因馮臺異任武昌方言學堂會計庶務委員，隨父遷居武昌。1907年馮臺異任湖北崇陽縣知縣，全家遷崇陽。1908年夏馮臺異病故於崇陽，馮友蘭遂返回唐河就讀家塾。
1910年入唐河縣立高等小學預科。1911年入開封中州公學中學班。1912年轉入武昌中華學校，同年冬入上海中國公學大學預科。1915年考入北京大学法科，入校後即改入北大文科中国哲学门。1918年畢業，任教於開封中等技術學院。1919年與稽文甫等友人創辦《心聲》月刊，是当时河南唯一一种宣传新文化的期刊。同年，考取公費留學資格，冬赴美國留學。
1920年1月入紐約哥倫比亞大學研究院哲學系，師從杜威，被杜威称为“真正学者的材料”。1922年4月发表论文《中国何以无科学——对中国哲学的历史及其后果的一种解释》。1923年夏論文答辯通過。次年博士論文《天人损益论》（一名《人生哲学之比较研究》）出版後獲哥倫比亞大學哲學博士學位。

### 归国任教
1923年馮友蘭論文答辯後即取道加拿大歸國，任中州大學（今河南大学）哲學系教授兼文科主任、哲學系主任。1924年加入国民党，任河南省党部候补执行委员，后补为执行委员。1925年秋任廣州中山大學教授兼哲學系主任，年底北上，1926年任燕京大學教授。此后长期不参加国民党组织生活，无形脱党。
1928年秋轉任清華大學教授兼校秘书长。翌年起任哲学系主任。1930年曾兼任河南中山大学校长，未到任，由张仲鲁代理。1930-1931年被清华大学校务会议选举为代理主席，主持校务。1931年被教授会选举为文学院院长。此后连续九次当选清华大学以及西南联大文学院院长，直到1949年。
1931年和1934年出版《中國哲學史》上下兩卷。该书是第一部完整的中国哲学通史。李约瑟认为：“冯著（《中国哲学史》）是当今中国哲学史研究中最为博大精深的作品，必将长期受到西方世界的重视。”金春峰指出，该书是第一部把逻辑分析方法运用于中国哲学史研究的中国哲学史。劳思光认为该书是第一部以哲学观点撰写的中国哲学史，全面超越了胡适以常识撰写的《中国哲学史大纲》，也是到1980年代为止唯一能算学术著作的中国哲学史。翟志成认为，直到21世纪，中国哲学界仍公认尚未出现整体上胜过冯著的中国哲学史著作。凭借这一部中国哲学史学科的奠基之作，冯友兰被李慎之评价为“中国人了解、学习、研究中国哲学，冯友兰先生是可超而不可越的。”
1934年馮友蘭獲邀出訪捷克斯洛伐克及蘇聯，回國后分別就蘇聯見聞及歷史唯物主義作兩次演講，因此觸怒國民政府，遭逮捕審訊，但不久即獲釋。1936年，因一二·九运动，北平当局搜捕学生，姚依林等学运分子曾在冯友兰家中躲避。1936年，中国哲学会成立，冯友兰任理事、编委会主任，主编会刊《哲学评论》。1937年中日戰爭全面爆發，冯友兰隨清華大學遷往長沙，又旋即再遷昆明。清华大学加入西南聯大后，冯友兰仍為哲學系教授，兼任联大文學院院長。1938年，冯友兰作《西南联大校歌歌词》（该词作者曾被误认为是罗庸，但据《朱自清日记》，校歌委员会虽起初接受罗庸词，后又决定改用冯友兰词）。因国民政府教育部于1939年要求联大各院处以上负责人必须加入国民党，馮遂再次入黨。
居昆明期間，冯友兰先後出版《新理學》（1939年）、《新事論》（1940年）、《新世訓》（1940年）、《新原人》（1943年）、《新原道》（1944年）、《新知言》（1946年），合稱“貞元六書”。其中《新事论：中国到自由之路》一书的观点接近于历史唯物主义。冯友兰的“新理学”与金岳霖的《论道》（1940年）构成了中国哲学家最早自觉地以逻辑分析和语言分析方法建立的两个哲学思想体系。《新理学》于1941年获国民政府教育部抗日以来最佳学术著作一等奖。《新原道》获1949年儒莲奖。
1940年，受联大常委会之命，函呈国民政府教育部，拒绝教育部统一课程、统一教材、统一考试之要求。1942年起數次前往重慶為國民黨幹部授課。其时孔祥熙欲办孔教会，请冯当会长，冯友兰答：“没有办这种会的必要。”1942-1943年河南饥荒期间，冯友兰牵头在昆明召开河南同乡会倡导义赈，并当面向蒋介石陈述河南灾情，要求蒋减轻粮食征收。1943年秋，以西南聯大黨部名義，致函蔣介石，望其为收拾人心，而“开放政权，实行立宪”，蔣閱信“為之動容，為之淚下”。不久，蒋介石即复信联大党部，表示同意实行立宪。1943年12月由国民政府教育部定为部聘教授。抗战后期兼任中国哲学会附属的中国哲学研究委员会主任，在职期间资助了熊十力的《新唯识论》（语体文本）出版。
1945年1月，蒋介石宴请冯友兰，听说冯母去世，说：“我不知老太太去世，如果知道，我要叫刘茂恩去吊祭。”蒋还亲自为冯母书写了墓碑，让冯觉得“很有面子”。因与蒋介石来往过密，联大学生画漫画讽刺冯友兰是“政治哲学家”，并称冯的《贞元六书》是为了阿谀蒋介石而作。1945年中國國民黨第六次全國代表大會召开前夕，列入朱家骅与陈立夫联名向蒋介石推荐的98名“最优秀教授党员”之一。六全大会上馮被選為主席團成員。会前蒋介石表示已内定冯任国民党中央委员，冯友兰拒称：“我要当了中委，再对青年们讲话就不方便了。”
1946年因二戰結束，西南聯大解散。冯友兰受命撰《西南联大纪念碑碑文》，其辞曰：“万物并育而不相害，道并行而不相悖，小德川流，大德敦化，此天地之所以为大。斯虽先民之恒言，实为民主之真谛。联合大学以其兼容并包之精神，转移社会一时之风气，内树学术自由之规模，外来民主堡垒之称号，违千夫之诺诺，作一士之谔谔。……稽之往史，我民族若不能立足于中原，偏安江表，称曰南渡。南渡之人，未有能北返者。……风景不殊，晋人之深悲；还我河山，宋人之虚愿。吾人为第四次之南渡，乃能于不十年间，收恢复之全功，庾信不哀江南，杜甫喜收蓟北……”
清華大學遷回北平后，冯友兰1946-1947年應美國賓夕法尼亞大學邀請任客座教授一年，又于1947年秋季学期在夏威夷大学任客座教授半年，集結其間英文講稿出版《中國哲學簡史》。李慎之对该书评价为“如果说外国人因为有冯友兰而知有中国哲学，这大概不会是夸张。”在美期间未参加国民党党员登记，自此脱党。1948年初，国共内战局势未明，担心共军胜利后中美交通断绝，不愿留在美国当“白华”，遂于2月回国。
回國后仍擔任清華大學教授、哲學系主任和文學院院長，又當選為中央研究院第一屆院士及中央研究院評議會第三屆評議員。1948年12月，拒绝乘坐抢救学人计划专机南下，随后被清华大学校务会议选举为临时主席，主持校务，等待中共接收。

### 十七年时期
1949年1月，共军入北京，接收清华大学，校务会议改为校务委员会，冯友兰为主任。1949年3月，吴晗出任军管代表，主持清华校务，免去冯校委会主任一职，降为委员。冯友兰于1949年8月辭去校委会委员、文学院長、哲学系主任等職。1949年4月参加各界人士座谈会，周恩来征求关于建都问题的意见，冯友兰表示“北平是学术中心，从学术观点看，离政治远一点好”。
面对这种政治形勢，馮自觉“处境很困难”，于1949年10月5日致信毛澤東自稱“過去講封建哲學，幫了國民黨的忙，現在我決心改造思想，學習馬克思主義”。毛在回信認定了馮“過去犯過錯誤”，並告誡其“總以採取老實態度爲宜”。在國内外，冯數次应中共要求而公開表示新理學是“與馬列主義毛澤東思想為敵”，是“反人民”，是“要人一心一意擁護當時半封建半殖民地的社會和國民黨政權”，“我過去的著作都是沒有價值的”，並“對40年代所寫的幾本書懺悔”。
新政权不承认学术独立和思想自由，组织批判民国学者。冯友兰与胡适为哲学界受批判最多者。“冯友兰是最反面的标准件，是政治运动必需的参照物、说明书。他的学术观点是众人习惯性的炮轰目标，他曾力争的学术训练方法也最遭人非议、打击。”例如，康生在中宣部座谈会公开讲话称冯友兰“只是玩语言上的诡辩”；北大党委统战部副部长赵国栋称冯友兰“腐蚀青年”。“五六十年代北大哲学系，从老师到学生，几乎没有一个没写过批判冯先生的文章。”据宗璞回忆，“甚至在课堂上，学生们也先有一个指导思想，学习与批判相结合，把课堂讨论变成批判会。对于冯先生来说，就是坐在铁板上了。在这样的情况下，当时的哲学工作者，除了极少数例外，几乎无人不在铁板下加一把火。”
在1950年代初的思想改造运动中，冯友兰被清华校领导指定“用大盆洗澡”，被迫在清华文学院和全校范围内多次做深刻的思想检查。许多教师批判冯友兰曾是蒋介石的“家庭教师”“御用文人”，如一位曾在国民党时期入狱的教师说：“我们关在集中营里，其他的书都不准读，唯一的一本就是冯友兰的《新理学》。”馮被迫多次檢討自己歷史問題，发言被年轻人一再打断，还被指着鼻子警告：“我提醒你注意”如何如何，屡次难以过关。金岳霖来探望时，两位老人为检讨之事抱头痛哭。
馮于1950年一段時間内被派往農村參加土改運動工作。1952年，新政权进行高校院系调整，清华大学改为理工科院校，冯友兰被調至北京大學哲學系。在1952年教师评级中，因政治原因，冯被评为四级教授（最低一级）。经冯多次检讨，1954年升为一级教授。
1953年斯大林去世，中共举办多种悼念仪式，冯友兰委婉地提出异议：“如果在过去我就会想，好像邻居死了家长，为什么要将灵堂设在我们堂屋里呢？不过现在我不这样想，知道这想法不对。”1954年，冯友兰在批判胡适运动中撰文说：“实用主义者的胡适，本来认为历史是可以随便摆弄的。历史像个‘千依百顺的女孩子’，是可以随便装扮涂抹的。”胡适则在日记中写下：“重看冯书两遍，想说几句好话，实在看不出有什么好处。”冯友兰也参与了批判梁漱溟的政治运动。
冯友兰仍坚持从事哲学研究，“尋找一些馬克思主義的詞句，努力運用”而相繼寫出了《中國哲學史新編》第一、二冊。1957年，冯友兰提出“抽象继承法”，主张中国古代哲学（如孔子、庄子之学）不仅有其具体意义（例如其阶级性），也有抽象意义（例如“仁”的思想），并且主张有很多抽象意义值得继承。1958年，冯友兰提出哲学系师生的任务是理论而非实践，反对要求哲学系师生下乡下厂。1959年，冯友兰强调“境界说”仍有合理性。1961年，冯友兰提出“普遍性形式”说，主张孔子“仁”的思想有进步性。冯友兰的这些观点都受到猛烈批判。
调入北大后，冯友兰受到严密监控。北大党委及统战部门要求冯所在的教研室支部每周口头汇报一次、双周书面汇报一次其动向。1961年初秋，系里汇报称，冯友兰否定大跃进，称大跃进为竭泽而渔。1962年第三届全国政协第二次会议後，冯友兰向毛澤東獻詩“懷仁堂后百花香，浩蕩春風感衆芳”。

### 文革期间
1966年“文化大革命”開始。冯友兰被抄家，冻结工资，关进“牛棚”，隔离审查，接受批斗，劳动改造。为了批冯，还专门成立了批冯联络站。冯友兰是全国知名的“牛鬼蛇神”，有时一天有数百人来参观、戏弄、批斗。在被囚禁于“牛棚”期间，各大教授分别被定下不同级别的罪名。冯友兰被定为“反动学术权威”“反共老手”“反动学阀”。洪谦跟着自认“反动学阀”，但造反派却认为不够格，只算“反动学术权威”。冯定跟着自报“反动学术权威”，又不够格，只能算“反革命修正主义分子”。在各种级别的罪名中，冯友兰的罪名最重。张岱年针对冯友兰的处境说：“在那种环境下，冯先生地位特殊，不仅没有‘言而当’的自由，甚至没有‘默而当’的自由。”
此时冯友兰已年逾七旬，“被人打倒在批斗台上，游街时接连摔跤，还要继续走”。家被查封锁上，入冬后，御寒衣物都取不出来，冯友兰只有单衣，不得不披着麻袋接受批斗，清扫大街。祸不单行，冯友兰恰逢此时患上严重的前列腺肥大，小便不通，但由于政治身份而被拒绝治疗。冯致信“北大哲学系某‘文革’小组组长”，述其病情，直到尿中毒，才被批准住进医院。医嘱需做两次手术，先在膀胱和肚皮上开孔，插入导尿管，用瓶子接着，把瓶子挂在腰间，一段时间后才可割前列腺。但刚做完第一次手术，冯友兰又被造反派赶出医院。冯友兰只好捧着尿瓶子接受批斗。经多方努力，两个月后才被批准做第二次手术。其女冯钟璞和其子冯钟越分别因“冯友兰的女儿”和“冯友兰的儿子”之罪名受到批斗。其孙冯岱年仅五岁，也被幼儿园开除。冯友兰的长髯也被勒令剃除。红卫兵批斗冯友兰时发现其总是露出“苏格拉底式的微笑”，责问他为何要显出如此表情，冯友兰答：“我的脸型天生就是这样的。”
1968年11月，毛泽东在一次会议上提到“冯友兰，是讲唯心主义哲学的，我们只懂得唯物主义，不懂得唯心主义，如果要想知道一点唯心主义，还得去找他。翦伯赞是讲帝王将相的，我们要想知道一点帝王将相的事，也得去找他。这些人都是有用的，对于知识分子，要尊重他们的人格。”是年12月，翦伯赞自杀，留下遗言“毛主席万岁，万万岁！”冯友兰因此被放回家。应工宣队要求，冯向毛写信感谢，写了许多感谢、颂扬毛澤東的詩詞。
1972年王浩（西南联大时期冯的学生）回国访问，问冯友兰哲学思想改变经过，冯赠王一首诗“去日南边望北云，归时东国拜西邻。若惊道术多迁变，请向兴亡事里寻。”
1973年，批孔運動开始。“烧在铁板下的火，眼看越来越大”，冯担心自己成为众矢之的，“他想脱身，想逃脱烧烤”。此时冯友兰已近八十岁，其女宗璞写道：“再关进牛棚，就没有出来的日子了。……他逃的办法就是顺着说。”经组织要求，冯發表《对于孔子的批判和对于我过去的尊孔思想的自我批判》和《复古与反复古是两条路线的斗争》等讲话，被《光明日報》拿去刊发。这些讲话后来被扩充为《論孔丘》一書。冯友兰自称1949年以前的尊孔思想是“為大地主大資產傢，特別是為國民黨反動派的統治服務的”，1949年以後則是“為劉少奇、林彪反革命的修正主義路綫服務的”，表示自己能參加批孔運動是一種“更大的幸福”。
1973年秋，馮友蘭奉毛泽东命令为中共中央直接领导的北京大学、清华大学大批判组（“梁效”）充当顧問，负责查成语、典故出处。
1974年，冯写下了《咏史二十五首》，其中一首称赞武则天女子称帝和重用寒庶。《咏史》诗草稿中原有“高祖吕后继秦功”句，后觉得吕后不值得写而删去。
|  | 咏史二十五首第十一首 破碎山河复一统 寒门庶族胜豪宗 则天敢于做皇帝 亘古反儒女英雄 |

1976年唐山大地震时，冯入住地震棚。8月4日毛泽东夫人、政治局委员江青在周培源、魏建功等陪同下前往看望。“数百学生聚集在棚外高呼‘毛主席万岁’，场面热烈”。北大党委将江青与魏建功等到地震棚探望冯友兰的照片陈列于宣传橱窗。
1976年四人幫失勢，梁效寫作班子遭徹底清算，馮又遭長時間批判，取消所有政治待遇，不得出京、出书、见外宾，直至1979年2月审查结束。“梁效”成员都认为冯友兰并非“梁效”成员。

### 文革之后
1984年，冯友兰出版《三松堂自序》，忏悔自己在中共建政后失去独立见解：“自解放以来，我的绝大部分工作就是否定自己，批判自己。每批判一次，总以为是前进一步。这是立其诚，现在看来也有并不可取之处，就是没有把所有观点放在平等地位来考察。而在被改造的同时得到吹捧，也确有欣幸之心，于是更加努力‘进步’。这一部分思想就不是立其诚，而是哗众取宠了。”
1985年，北大哲学系为冯举办九十寿辰，冯友兰邀请梁漱溟参加。梁漱溟回信称，冯友兰曾谄媚毛泽东夫人江青，故梁不愿去参加寿宴。冯友兰得信，寄去一本《三松堂自序》，《自序》中解释了并无谄媚江青之事。梁漱溟读过《自序》后，心怀谅解，回信邀冯晤谈。后冯在其女宗璞陪伴下与梁会面，畅谈甚欢。
1980年代，冯友兰通過口述方式重寫《中國哲學史新編》，自稱“只写自己在现有的马克思主义水平上对于中国哲学和文化的理解和体会，不依傍别人！”该书第七册曾被中共禁止出版、强制删减。在该册中，冯友兰称毛泽东：“立下了别人所不能立的功绩，也犯下了别人所不能犯的错误。”冯友兰认为，毛泽东思想有三个阶段，亦即新民主主义阶段（解放战争以前）、社会主义阶段（十七年时期）、极左阶段（文革时期），其中第一个阶段是科学的，第二个阶段是空想的，第三个阶段是荒谬的；毛泽东思想的缺陷在于主张“仇必仇到底”，而冯友兰则认同“仇必和而解”。
1990年11月26日20時45分，馮友蘭病逝於北京友誼醫院，享耆壽95歲。国内各大报刊均发文悼念，《纽约时报》亦长文悼念。

## 家族
祖父馮玉文，字聖徵。父親馮臺異，字樹候，光緒二十四年戊戌科進士，曾任唐河崇實書院山長。母亲吴氏，名清芝，曾任唐河端本女學學監。
岳父任芝铭。妻子任載坤。长女冯钟琏，长子冯钟辽，次女冯钟璞（宗璞），次子冯钟越。

## 人物评价

### 负面
蔡仲德认为：冯友兰的人生历程可分为三个时期，即在1948年前、1949-1978年、1979年后。这三个时期分别是冯友兰实现自我、失落自我、回归自我的时期。这种“实现自我——失落自我——回归自我”的前后变化，就是中国现代文化史上的“冯友兰现象”。这一现象典型地反映了中国现代学术文化的坎坷道路、中国现代知识分子的苦难历程。一方面，“‘阐旧邦以辅新命’的‘平生志事’表明冯友兰一代知识分子具有强烈的爱国热情”；另一方面，“他们对于群体与个体、国家与个人的关系，往往重视前者而轻视后者，甚至不区分祖国与政权，不考虑政权的性质，而总是强调国家的主权，忽视个人的人权。……这种国家至上的观念决定他们往往把国家的独立、统一看得高于一切，以致在国家的强权面前放弃知识分子应有的独立思考与独立人格。自己忍受来自国家的侵害而不反抗，也对国家侵害他人的现象保持沉默。”
一次有人拿论文《1927年以前胡适对中国文化界的影响》请教冯友兰，冯说这个题目很好，“因为过了1927，他(指胡适)也就没……没……没得影响啦”，冯甚至在课堂上也公开这样说。胡适1943年日记说冯友兰“虽曾出国，而实无所见。”又说冯与钱穆等人“见解多带反动意味，保守的趋势甚明，而拥护集权的态度亦颇明显。”
张君劢于中共建政前夕逃至海外，后听闻冯友兰在大陆自我批判，责备冯“读书数十年，著书数十万言，即令被迫而死，亦不失为英魂，奈何将自己前说一朝推翻，而向人认罪？……不识人间尚有羞耻事乎？”
港台学者刘述先评价留在大陆的新儒家，认为虽然梁漱溟、熊十力、冯友兰都曾上书毛泽东，对毛有溢美之词，对毛心存幻想，但梁、熊保持了气节，而冯没有保持气节。刘的理由是，三人之间的“本质性的差别”在于：梁、熊均一生尊孔，而冯曾经曲学批孔。
梁漱溟曾说：“在‘批林批孔’运动开始后不久，我见他在报纸上发表了文章，一反自己的历来主张，随着潮流百分之百地否定孔子，我心里很不舒服，便写信批评他，要他答复我为何这么做。不多久，他便在女儿的陪同下，悄悄地同我见面，叙述他的理由，包括他的苦衷。我依然坚持自己的观点，批评他不对。但他当面向我作了解释，我心里的气也平和了一些。人各有志，且各有所难，律己可以，何必强求于人呢！现在，这一切都已成了历史。我想某教授（冯友兰）如今回过头来看看，应该说可以作出一个他自己满意，别人亦认为公正的答复了。”（按：宗璞称梁漱溟记忆有误，将他与冯1985年之会面记成批林批孔时期了。）
传言毛选和毛泽东诗词的英文翻译、社科院副院长钱锺书曾谴责冯友兰，称文革中冯揭发章廷谦曾任国民党西南联大区党部委员，导致章被打为历史反革命，“妻子疯了，儿子自杀”。不过，据考证，章廷谦被打为历史反革命，妻、子受难，并非因为冯友兰。冯在1958年、1968年的交代中，因记忆错误而说自己与章廷谦同为国民党西南联大区党部委员。但根据中共政策，国共合作时期任国民党干部不算“历史反革命”。1969年8月，进驻北大的军宣队将章廷谦打为历史反革命。军宣队负责人说：“关于章廷谦是否反革命的问题，我们要他是就是，要他不是就不是。”章廷谦儿子1967年自杀，章妻因此中风，皆在1969年之前。

### 正面
牟钟鉴认为：“冯先生的过失既是被迫的，又是微不足道的，他不过违心地写了些诗文，被‘四人帮’利用，他从没有整过人，多数情况下是挨整。”
宗璞说：“二十世纪的学者中，受到见诸文字的批判最多的便是冯先生。甚至在课堂上，学生们也先有一个指导思想，学习与批判相结合，把课堂讨论变成批判会。批判胡适先生的文字也很多。但是他远在海外，国内这边越批得紧，对他可能反而是一种荣耀。对于冯先生来说，就是坐在铁板上了。……冯先生自一九四九年后，生活的主要内容就是检讨，但是他并没有完全失落自我。他在无比强大的政治压力下不自杀，不发疯，也不沉默，在这混乱的世界中，在他的头脑里，有一片——哪怕已被挤压得很小——清明的哲学王国，所以在他回归自我时很顺利。……先生思想中无疑是有封建意识的。他在‘文革’中遭批斗，被囚禁，毛泽东的一句话，‘解放’他于水深火热之中。他对毛有一种知己之感。幸亏他有一个回归自我的阶段，后来他的认识很清楚。在《中国哲学史新编》第七册中写道，毛泽东‘立下了别人所不能立的功绩，也犯下了别人所不能犯的错误’。但当时他不可能这样想，也不敢想，而是努力改造。对毛泽东的号召总要说服自己跟上。……至于所谓江青问题，不是事实。……因为多年搞运动，我家来往的亲友很少，消息也少。江是毛的夫人，是政治局委员，出来活动自然是代表毛的。……由于毛泽东的旨意，一九七三年冯奉调两校大批判组（这一点，有人听过传达，见焦树安《回忆与纪念》一文，载《随笔》1996年第5期），这是组织安排，如同要你去西藏新疆一样。……一九七六年北京地震，江青到北大，由周培源先生陪同，到我家地震棚来看望。当时我在场，亲耳听到数百学生聚集在棚外高呼‘毛主席万岁’，场面热烈。可见大多数人都认为江是毛的代表。……冯写过《咏史》二十五首，其中有一首讲武则天，被人附会为吹捧江青，其实毫无关系。我现在还觉得武则天是一奇女子，五千年历史毕竟只有这一个女皇帝。有些人惯于歪曲诗的本意，甚至在所谓研究文章中杜撰，把自己的揣测硬按在别人头上，这种做法甚不足取。”
陈远认为：“在49年以前，外国人了解中国哲学，基本上是通过冯友兰，在外国人眼中，中国哲学同冯友兰是划等号的，中国哲学就是冯友兰，冯友兰就是中国哲学，冯先生的地位就是这么高，而且在中国的哲学界，能够像冯先生这样建立了自己的学术体系的也是少之又少。同时代的贺麟、金岳霖都是不能和冯先生相比的。冯先生是一个圆满的学术体系。……49年冯先生没有走，他本是可以走的。他们那一代人爱国的观念很具体，就是爱这一片土地。……到了文革批林批孔的时候，大家要表态，别人可以不表态，其实是有不表态的自由的，但是像冯友兰这样级别的大知识分子是没有不表态的自由的，因为他表态本身就是一种象征，对这种政治运动的推进，当权者需要这样大的知识分子来在这个事情上做一个表率。……梁漱溟先生呢，也是这样重量级的知识分子，但他是政协，政协这个地方你开会去一去，点个名就可以了。……梁漱溟在1949年以前是个非常著名的民主人士……为共产党做过很多事情，他与毛泽东的私人关系也比较好。……而冯先生、周一良等就如梁效的大学者都是没有不表态的自由的。……49年以前，冯先生跟国民党政权走的比较近。……冯友兰是在做人方面没有突破做人的底线，这个底线就是不去揭发别人，陷害别人，冯先生没有揭发陷害别人。……那个时代，有很多儿子揭发父亲，妻子揭发丈夫，兄弟反目，父子阋墙，冯先生没有。反倒是后来事件过去后有些指责冯先生的年轻人在当年的表现反倒不如冯先生。”
李慎之认为：“中国人要了解、学习、研究中国哲学，一般来说，必须通过冯先生为后来者架设的桥梁。我常说，冯先生可超而不可越，意思是，后人完全可能，而且也应当胜过冯先生，但是却不能绕过冯先生。……如果说中国人因为有严复而知有西方学术，外国人因为有冯友兰而知有中国哲学，这大概不会是夸张。……在文化大革命后期，冯先生也跟着‘批林批孔’、‘评法批儒’走了一阵。以冯先生平生陈义之高、任道之重，海内外不能无微辞。虽然如此，回想那天昏地暗，狂风暴雨挟排山倒海之势以来的岁月里，举神州八亿之众，能不盲从苟同而孤明独照者，屈指有几人？不少行辈年龄小于冯先生，精神体力强于冯先生，政治经验深于冯先生的共产党员，因为忍受不了而诉诸一死，其遗书遗言，甚至骨肉知交也不能辨析其真意，我们又何能求全责备于一个气血已衰的八十老翁。何况先生在此以前的二十年来一贯勉力于自我改造，一贯诚心地接受批判，也一贯努力想‘阐旧邦以辅新命’。对横逆之来，除了‘物来而顺应’外，实在也很难有别的选择。更何况冯先生后来处境之特殊，已特殊到‘中国一人’的地步，可谓‘蒲轮安车在其左，刀锔鼎镬在其右’。冯先生的选择不是不可理解的。……先生一生以继往开来自励。在当时的情况下，先生一定也看到中国传统哲学与整个中国传统文化已经到了近乎灭绝的地步。斯文将丧，传灯何人？先生也许是想起司马迁在《报任安书》中所申论的‘死有重于泰山，或轻于鸿毛，用之所趋异也’的那番道理，于是下定决心，宁为伏生而不为辕固生了。”
周质平认为：“在那样一个没有不说话自由的集权社会里，我们又何忍苛责一个人为了保全性命，而说些言不由衷，应景敷衍的话呢。”“1949年之后，中国知识分子所受到的迫害真可以说是三千年来所未曾有。过分在气节上求全生活在那个苦难时代的知识分子，都不免是为那个残暴的政权在作开脱。……在这样悲惨的情况下，若依旧以气节来求全知识分子，实无异于逼人做烈士。……这种要人做烈士的正义批评也正是戴东原所说的‘以理杀人’，‘五四’时期所极欲打倒的‘吃人的礼教’。”“我们在批评冯友兰无耻的时候，不妨设身处地地想想，我若身处在那样没有不说话自由的环境里，我可有能力和胆识不随波逐流，保持住自己的独立人格？这样设身处地一想，就能了然‘易地则皆然’的简单道理了。一个有人味的社会是允许一个人有不做烈士的自由的。”“冯友兰在《新世训·道中庸》说道：‘言必信，行必果’，是侠义的信条。‘言不必信，行不必果，惟义所在’，是圣贤的信条。此所谓义，即‘义者，宜也’之义。所谓宜者即合适于某事及某情形之谓。作事须作到恰好处。但所谓恰好者，可随事随情形而不同。这是冯友兰文革期间‘权宜’和‘便宜行事’的主导思想。……在冯氏看来，为自己信念而殉道的烈士，不免都是‘尾生之信’，犯了过分拘泥的毛病，是不足为训的。”
陈徒手指出，冯友兰“几十年来不知被扣了多少顶‘反动’帽子，几番陷入落魄、无援的境地，却还能诚恳检讨之余一再反批判、再三与人‘商榷’。…………大师确实不易。”

### 中立
郑家栋认为，现代中国哲学史上，胡适开风气之先，1930年代到1990年代为中国哲学的“冯友兰时代”（新理学），此后则是“牟宗三时代”（新心学）。
刘文典曾说：“（西南）联大只有三个教授，陈寅恪先生是一个，冯友兰先生是一个，唐兰先生算半个，我算半个。”
学界公认冯友兰《中国哲学史》全面超越并取代了胡适《中国哲学史大纲》。冯友兰的《新事论》多处批判“民初人”（亦即胡适）。据錢穆回忆，他与胡适聊老子晚出问题，谈及冯友兰，胡适說：“天下蠢人无出芝生之右者。”据传胡适逝世前夕，曾说冯友兰“本是个会打算的人，在北平买了不少房地产。一九五〇年在檀香山买了三个很大的冰箱带回去，冰箱里都装满东西，带到大陆去作买卖，预备大赚一笔的。他平日留起大胡子，也是不肯花剃胡子的钱。”
冯友兰哲学与牟宗三哲学并称为“脓包哲学”与“癔症哲学”。

## 作品
馮友蘭曾自擬“三史釋古今，六書紀貞元”一聯，總結自己得意之作。三史是《中國哲學史》、《中國哲學簡史》、《中國哲學史新編》等三套中國哲學史著作。六書是“貞元六書”即《新理學》、《新世訓》、《新事論》、《新原人》、《新原道》、《新知言》等六本自成體系的分析哲學著作。
《中國哲學史》上下冊分別完成于1931年、1934年，是第一套以西方哲學概念完成的中國哲學史著作。其中許多概念已成為定論，為後世學者所共同接受。堪稱中國哲學史的奠基之作。
《中国哲学简史》是由1948年在美國賓州大學讲学时編寫的英文教材。此書譯為十多國語言，銷售數百萬冊。是西方各國大學中國哲學史課程必用的教科書，也是西方了解中國哲學的最佳入門途徑。
《中國哲學史新編》（共七冊）完成于1990年，乃是馮友蘭用生命寫成的哲學大作。在84到95高齡等11年間，以準盲人、準聾子的身體狀態，在每年住院數次的情況下，口述由弟子筆錄而成。
《貞元六書》是一套自成體系的分析哲學著作，分為《新理學》、《新事論》、《新世訓》、《新原人》、《新原道》、《新知言》。《新理學》為其總綱，主要講分析形而上学，主张“理在气先”，并主张有先天综合判断。後五冊是分屬各章節。《新事論》是社會哲学，是新理學觀點在社會問題中的應用，接近于历史唯物主义。《新世訓》是生活方法論與道德修養論。《新原人》是人生哲學，以覺解的程度將人生分為四個精神境界。《新原道》是哲學史觀，分析中國哲學之發展。《新知言》是方法論，總結中西哲學史的經驗，主张哲学方法除了“正的方法”，还有“负的方法”。
馮友蘭的作品在台灣戒嚴時期曾經遭到查禁。
- 《一种人生观》《一种人生观：冯友兰的人生哲学》《人生哲学》《人生哲学》
- 《三松堂小品》《三松堂自序》《三松堂学术文集》
- 《中国哲学小史》《中国哲学史》《中国哲学史新编》《中国哲学史补》《中国哲学史论文二集》《中国哲学史论文初集》《中国哲学史论文集》《中国哲学的精神：冯友兰文选》《中国哲学的精神：冯友兰集》《中国哲学简史》《中国现代哲学史》
- 《孔丘教育思想批判/论孔丘》
- 《四十年的回顾》
- 《宋明道学中理学心学二派之不同》
- 《我的学术之路: 冯友兰自传》《冯友兰自述》
- 《冯友兰集》《冯友兰学术文化随笔》《冯友兰学术论著自选集》《冯友兰选集》
- 《觉解人生》
- 贞元六书：《新理学》、《新事论》、《新世训》、《新原人》、《新原道》、《新知言》
- 《三松堂全集》：畢生作品之全集，共15卷